# Jöhstadt
Jöhstadt è una città di 3.193 abitanti del libero stato della Sassonia, Germania, nel circondario dei Monti Metalliferi.

## Storia
Il 1º gennaio 1999 alla città di Jöhstadt venne aggregato il comune di Steinbach.

## Amministrazione

### Gemellaggi
- Velden (Media Franconia), Germania
- Olsberg, Germania